# Sojus 18-1
Sojus 18-1, auch Sojus 18A, ist die Bezeichnung, unter der ein Fehlstart eines sowjetischen Sojus-Raumschiffs zur Saljut-4-Raumstation am 5. April 1975 geführt wird. Es wäre der zweite Flug zur Station gewesen und war der 33. Start eines Sojus-Raumschiffs. Innerhalb des sowjetischen Sojus-Programmes wurden ausschließlich Missionen durchgehend nummeriert, die wenigstens die Umlaufbahn erreicht hatten.

## Besatzung

### Hauptbesatzung
- Wassili Grigorjewitsch Lasarew (2. Raumflug), Kommandant
- Oleg Grigorjewitsch Makarow (2. Raumflug), Bordingenieur

Für beide  Kosmonauten war es der zweite gemeinsame Flug. Der erste mit Sojus 12 im September 1973 hatte der Erprobung der Weiterentwicklung des Raumschiffes Sojus gedient, außerdem waren sie zusammen die Ersatzmannschaft für Sojus 17.

### Ersatzmannschaft
- Pjotr Iljitsch Klimuk, Kommandant
- Witali Iwanowitsch Sewastjanow, Bordingenieur

Die Unterstützungsmannschaft bestand aus Wladimir Kowaljonok und Juri Ponomarjow.

## Missionsüberblick
Da die Darstellung von Problemen während der Zeit des Kalten Krieges ein Politikum darstellte, muss hier auf jüngere, aber nicht unbedingt zuverlässigere Quellen zurückgegriffen werden.
Der Start erfolgte bis T+288,6 Sekunden planmäßig, als in einer Höhe von 192 km die Trennung der zweiten und dritten Stufe eingeleitet wurde. Die Zündung der dritten Stufe erfolgt zwei Sekunden vor dem Brennschluss der zweiten Stufe. Nur drei von sechs Verschlüssen, die die Stufen verbanden, wurden nach der Zündung der dritten Stufe gelöst. Durch den Schub wurden die verbliebenen Verschlüsse getrennt, dadurch wich aber der Schubvektor von der geplanten Richtung ab. Nach T+295 Sekunden wurde die Abweichung so groß, dass das automatische Sicherheitssystem das Raumschiff mit Hilfe der Haupttriebwerke des Servicemoduls von der dritten Stufe und anschließend die Rückkehrkapsel vom restlichen Raumschiff trennte.

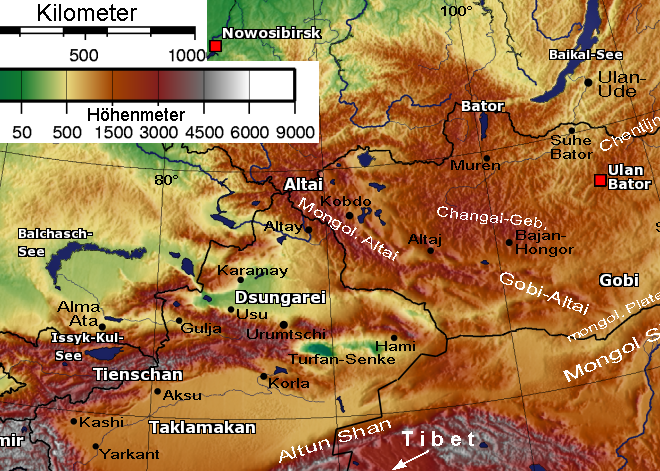
Die Gebirgsketten von Altai und größere Orte

Zum Zeitpunkt der Abtrennung der Landekapsel war der Flugvektor bereits auf die Erde gerichtet, so dass durch den zusätzlichen Schub des Abtrennungssystems die Abstiegsgeschwindigkeit stark zunahm. Anstatt der für solche Notfälle vorgesehenen Beschleunigung von 15 g (147 m/s²), wurden die Kosmonauten bis zu 21,3 g (209 m/s²) ausgesetzt. Trotz der sehr starken Überlastung öffneten die Fallschirme planmäßig und bremsten das Schiff bis zu einer erfolgreichen Landung nach einem Flug von nur 21 min und 27 s und einer zurückgelegten Strecke von 1574 km ab.
Die Landekapsel landete im Hochgebirge im Nordwesten von China, weniger als 1,6 km von der mongolischen Grenze und rund 80 km von der sowjetischen Grenze entfernt (48° 29′ N, 88° 15′ O). Die Besatzung wurde durch sowjetische Hubschrauber wenige Stunden nach der Landung aufgenommen, ohne dass die chinesische Seite informiert wurde. Als Quelle für diese Darstellung wird die sowjetische Armeezeitung „Rotes Banner“ von 1983 angegeben.
Offizielle Darstellungen seitens der sowjetischen TASS-Nachrichtenagentur sprachen von einer Landung im Hochgebirge südlich von Gorno-Altaisk.
Der Flug von Sojus 18-1 war der erste Fall eines Raketenversagens in größerer Höhe mit Besatzung an Bord und anschließender erfolgreicher Landung. Da eine Höhe von mehr als 100 km erreicht wurde, wird der Flug für beide Kosmonauten als Weltraumflug betrachtet. Eine Anmeldung als suborbitaler Rekordflug (erreichte Höhe 192 km und 6.830 kg Flugmasse) bei der FAI erfolgte nicht, obwohl dieser Flug bis heute die höchste und schwerste suborbitale Mission in der Klasse K-1 (suborbitale Flüge mit Raumschiffen) darstellt.